# STS-112
STS-112 — космический полёт MTKK «Атлантис» по программе «Спейс Шаттл» (111-й полёт программы и 26-й полёт Атлантиса), целью которого были доставка на Международную космическую станцию (МКС) секции S1 Основной фермы, научной аппаратуры и грузов. Атлантис стартовал 7 октября 2002 года из Космического центра Кеннеди в штате Флорида.

## Экипаж
- (НАСА): Джеффри Эшби (3)[3] — командир;
- (НАСА): Памела Мелрой (2) — пилот;
- (НАСА): Дейвид Вулф (3) — специалист полёта-1;
- (НАСА): Сандра Магнус (1) — специалист полёта-2, бортинженер.
- (НАСА): Пирс Селлерс (1) — специалист полёта-3;
- (Роскосмос): Фёдор Юрчихин (1) — специалист полёта-4.

## Параметры полёта
- Масса аппарата
  - при старте — 116 535 кг;
  - при посадке — 91 388 кг;
- Грузоподъёмность — 12 572 кг;
- Наклонение орбиты — 51,6°;
- Период обращения — 91,3 мин;
- Перигей — 273 км;
- Апогей — 405 км.

## Выходы в космос
Все выходы в открытый космос и вся внекорабельная деятельность была осуществлена астронавтами Дейвидом Вулфом и Пирсом Селлерсом.
- 10 октября c 15:21 до 22:22 (UTC), длительность 7 часов 01 минута — подключение шин питания и данных секции S1 к секции S0, снятие стартовых креплений балки радиатора и тележки CETA-A, развертывание антенны S-диапазона SASA.
- 12 октября c 14:31 до 20:35 (UTC), длительность 6 часов 04 минуты — установка устройств SPD на гидроразъемах QD, стыковка гидромагистралей, ведущих к бакам аммиака на секции S1, продолжение снятия стартовых креплений балки радиатора и тележки CETA-A.
- 14 октября c 14:08 до 20:44 (UTC), длительность 6 часов 36 минут — восстановление работоспособности блока разъемов IUA мобильного транспортера, установка перемычек между аммиачными контурами S0 и S1, установка устройств SPD (окончание).